# Lago de Sobradinho
O lago de Sobradinho é um dos maiores lagos artificiais do mundo, com 4 214 quilômetros quadrados de área e 32,2 quilômetros cúbicos de água. Situado no norte do estado brasileiro da Bahia, foi construído na década de 1970, mediante o represamento das águas do rio São Francisco (ou seja, a barragem de Sobradinho), com vistas ao aproveitamento hidroelétrico do rio através da usina de Sobradinho, a maior do estado e uma das maiores usinas hidrelétricas do Brasil.
Em torno do lago, estão os municípios de Casa Nova, Pilão Arcado, Remanso, Sento Sé e Sobradinho, cujas antigas áreas urbanas foram inundadas, em 1974, durante a formação da represa. O impacto ambiental que se produziu, à época, é lembrado nos versos de uma canção bem conhecida no Brasil, compostos por um poeta da região:
Adeus, Remanso, Casa Nova, Sento-Sé.
Adeus, Pilão Arcado, vem o rio te engolir.
Debaixo de água lá se vai a vida inteira.
Por cima da cachoeira o gaiola vai, vai subir.
Vai ter barragem no salto do Sobradinho,
e o povo vai-se embora com medo de se afogar.
O sertão vai virar mar.
 Dá no coração
o medo que algum dia o mar também vire sertão— Guttemberg Guarabyra, do grupo Sá, Rodrix e Guarabyra
Doze mil famílias, ou cerca de 70 mil pessoas, foram então transferidas para novos assentamentos, que receberam os mesmos nomes das cidades submersas, cujas ruínas, durante os períodos de seca e redução do nível da água represada no lago, costumam reaparecer.

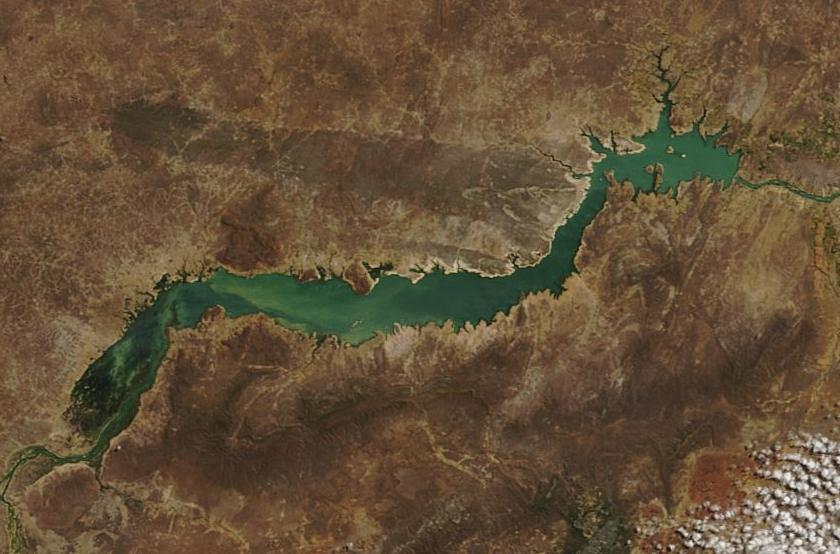
Imagem de satélite do Lago de Sobradinho em agosto de 2018

O lago de Sobradinho tem 400 quilômetros de extensão e 4 214 quilômetros quadrados de espelho de água. Em alguns trechos, sua largura chega a 25 quilômetros e sua capacidade de armazenamento é de 34 bilhões de metros cúbicos de água, em sua cota nominal de 392,50 metros. Através de uma depleção de até doze metros, o lago de Sobradinho garante, juntamente com o reservatório de Três Marias, da CEMIG, uma vazão regularizada de 2 060 metros cúbicos por segundo nos períodos de estiagem, permitindo a operação de todas as usinas da CHESF situadas ao longo do rio São Francisco. O reservatório foi concebido para suportar até dois anos de estiagem, antes de chegar a 10% de seu volume útil.

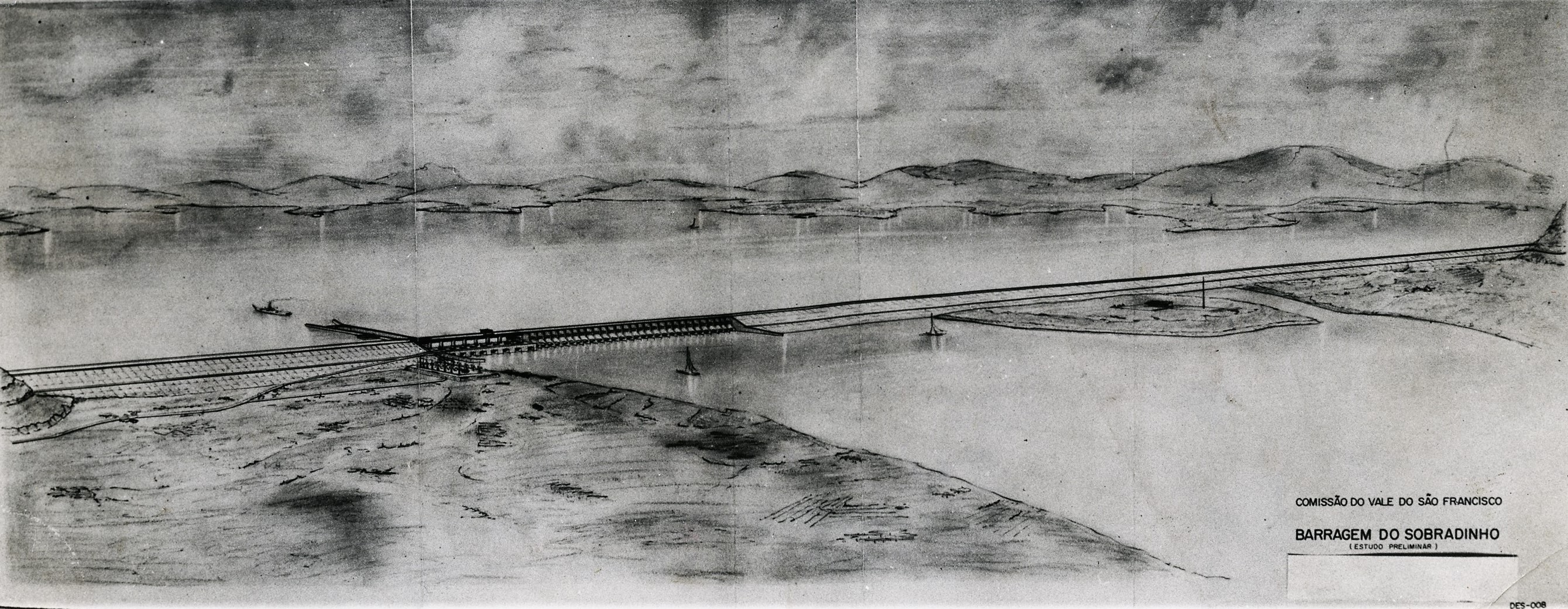
Estudo Preliminar da Barragem de Sobradinho, em 23 de abril de 1961